# Hüseyin Şimşek
Hüseyin A. Şimşek (* 2. Jänner 1962 in Erzincan, Türkei) ist ein türkisch-österreichischer Schriftsteller und Journalist, der in türkischer, zazaischer und deutscher Sprache veröffentlicht.

## Leben
Şimşek wurde um den 2. Jänner 1962 in Erzincan Ostanatolien geboren. Während seiner Volks- und Mittelschulzeit lebte er in einem Internat. 1976 zog er mit seiner Familie nach Istanbul. Dort besuchte er drei Jahre lang das Gymnasium, das er ohne Abschluss verließ.
Am 12. September 1980 riss das Militär in der Türkei die Regierungsmacht an sich. Parteien, Gewerkschaften, Vereine und andere politische, wirtschaftliche und kulturelle Organisationen wurden aufgelöst. Sehr schnell waren Massenverhaftungen und willkürliche Festnahmen an der Tagesordnung. Şimşek geriet bereits im Alter von 19 Jahren wegen seiner politischen Einstellungen und Aktivitäten das erste Mal in Haft. Man beschuldigte ihn der Mitgliedschaft in einer illegalen Linkspartei. Nachdem er verhaftet worden war, wartete er fünf Jahre lang im Militärgefängnis Metris Typ E auf seinen Prozess. Beim Abschluss der Verhandlung wurde Şimşek schließlich zu sechs Jahren und acht Monaten schwerer Gefängnisstrafe verurteilt. Die Zeit, die er im Gefängnis verbrachte, überschritt um ein Vielfaches die Haftzeit, zu der er verurteilt worden war.

## Journalist in der Türkei
Sein Ziel war es, Journalist und Autor zu werden. Da er die Zeit, in der er studieren wollte, im Gefängnis zugebracht hatte, suchte er nach Möglichkeiten, ohne einen Abschluss ins Pressemilieu zu gelangen. 1986 begann er erstmals als Berichterstatter bei der Wochenzeitschrift Gegen das Jahr 2000/2000’ne Doğru zu arbeiten. Im Oktober 1987 setzte er seine journalistische Laufbahn im wöchentlichen Nachrichtenmagazin Punkt/Nokta fort. Ab Februar 1988 war er bei der deutlich politischeren, monatlich erscheinenden Zeitung Die neue Demokratie/Yeni Demokrasi als Redakteur und Journalist tätig. Als Zeitung Kommune/Komün am 1. Oktober 1989 in die Presselandschaft eintrat, nahm er dort die Stelle als Chefredakteur an.
Am 1. Mai 1990 war er als Redakteur der Kommune, so wie hunderte andere Journalisten und Reporter, auf den Straßen, um die Veranstaltungen und Feiern zum Tag der Arbeit zu verfolgen. Bei den Eingriffen, die die Polizei dabei unternahm, schlugen ihm Polizisten solange mit ihren Knüppeln auf den Kopf, bis er schließlich bewusstlos am Boden liegen blieb. Daraufhin verbrachte er drei Tage auf der Intensivstation und musste anschließend weiterhin stationär behandelt werden.
Im Juni 1992 unterzeichnete Şimşek gemeinsam mit über 160 Schriftstellern und Intellektuellen einen Aufruf den Bürgerkrieg zu beenden. Daraufhin wurde ein Verfahren gegen ihn eingeleitet, das zehn Jahre dauerte. Am Ende wurde er zu einem Jahr Gefängnis und einer Geldstrafe verurteilt. Im Juli 1992 begann er bei der Tageszeitung Freie Tagesordnung/Özgür Gündem, die kurz davor gegründet worden war, zu schreiben. Im Zeitraum, in dem er bei Freie Tagesordnung arbeitete, wurden viele seiner Kollegen ermordet. Eines Tages wurde das dreistöckige Zeitungsgebäude bombardiert und einem Trümmerfeld gleichgemacht. Ein weiterer Reporter musste bei diesem Anschlag sein Leben lassen.
Die Tageszeitung Helligkeit/Aydınlık begann am 1. Mai 1993 zu publizieren. Der weltbekannte Schriftsteller Aziz Nesin war Chefredakteur der Tageszeitung. Şimşek war für die Bereiche Gesellschaft und Leben eingeteilt, für die er Reportagen und Artikel schrieb. Zeitweise hat er mit der Unterstützung seiner Kollegen als unabhängiger Schreiber bei Wochenzeitschriften wie Echo/Yankı, Richtung/Yön, Aktüel, Tempo sowie bei der Tageszeitung Radikal gearbeitet. Im Herbst 1995 wurde eine zur Hälfte in türkischer und zur anderen Hälfte in kurdischer Sprache verfasste neue Wochenzeitschrift namens Neues Leben/Jiyana Nu ins Leben gerufen. Şimşek arbeitete bei dieser Zeitschrift als Chefredakteur. Die Tageszeitung Demokratie/Demokrasi begann am 1. Januar 1996 zu publizieren. Şimşek war erneut für die Bereiche Gesellschaft und Leben zuständig und verfasste Reportagen und Artikel. Im Juli 1997 nahm er seine Arbeit bei der Tageszeitung Neuer Horizont/Yeni Ufuk, die zur Freiheit/Hürriyet Gruppe gehört, auf.
In dieser Zeit veröffentlichte er auch einige Bücher, u. a. drei Romane, ein Tatsachenbericht und einen Lyrikband.

## Journalist in Österreich
Am 2. Mai 1998 reiste Şimşek in Österreich ein. Während der Bearbeitung seines Asylantrags, der am 18. Januar 2000 positiv beantwortet wurde, setzte er seine publizistische und schriftstellerische Tätigkeit von 1999 bis 2001 fort und beteiligte sich bei der Zeitschrift Öneri/Vorschlag, die von einer MigrantInnengruppe in Wien veröffentlicht wurde. Seit 1998 wirkt Şimşek als Autor und Journalist in Wien.
Bereits Ende der 1990er Jahre gründete er die Zeitschrift Öneri/Vorschlag, musste ihr Erscheinen zunächst aber aufgrund von Geldmangel wieder einstellen. Heute ist er Redaktionsmitglied der inzwischen monatlich erscheinenden, etablierten linksorientierten zweisprachigen österreichischen Zeitung.
Zwischen 2001 und 2003 schrieb Şimşek für die europaweit erscheinende Tageszeitung Özgür Politika/Die freie Politik. Seit 2002 arbeitet er freiberuflich als Grafiker. Er gestaltete das Layout der monatlich erscheinenden türkischsprachiger Zeitschrift des Wiener Integration Fonds/WIF, Viyana Postası, wobei er auch schriftliche Beiträge leistete. Von Februar 2004 bis 2010 war Şimşek wieder Mitglied der Redaktionsleitung der türkischsprachigen monatlichen Zeitung Öneri/Vorschlag.
Ab 2007 war Simsek auch im TV-Bereich tätig, unter anderem mit dem Kölner Fernsehkanal Yol TV, den man in ganz Europa und Türkei empfangen kann. Von Jänner 2007 bis Juni 2013 wurden auf diesem Sender das von Hallac Medien vorbereitete Programm Panorama Österreich (Panorama Avusturya), Unter dem Zeitzeugen (Taniklar Arasinda)  und Österreichische Weg (Yol Avusturya) ausgestrahlt.
Zwischen Februar 2016 und Februar 2017 beschäftigte er sich als Kolumnist für das Meinungsportal hallac.org. Şimşek arbeitete zwischen 1. Oktober 2018 und 1. Mai 2020 als Chefredakteur und Kolumnist an der vielsprachigen Online Zeitung gazeteoneri.at. Derzeit schreibt er weiterhin freiwillig für die Online-Zeitungen artigercek.com und sonhaber.ch.

## Ein mehrsprachiger Autor
Von 1987 bis heute hat er auf Türkisch insgesamt 12 (vier Romane, vier Gedichtbände, vier wissenschaftliche) Bücher veröffentlicht. Drei seiner Bücher sind auch auf Deutsch erschienen. 2009 publizierte Şimşek einen ersten deutschsprachigen Gedichtband Schreibend stirbt man am besten. Auch war der Autor von  deutschen Gedichten in der von Gerald Kurdoğlu Nitsche herausgegebenen Anthologie türkischer Migration in Österreich, heim.at (2005) und Neue Österreichische Lyrik (2008). Einer der drei Hauptabschnitte  von heim.at ist zudem mit einer Gedichtzeile Şimşeks. Bir gülün soluduğu anla o gülün soluduğu ana  (Der Moment, in dem mich die Rose atmete und verwelkte) übertitelt.
Şimşek veröffentlichte weiterhin auch in der Türkei: den Gedichtband Yüzünüz Karşı Duvar (Eure Gesichter sind wie Wände, 2001), den Roman Bu Nasıl Istanbul (Was ist das für ein Istanbul, 2005), die Sachbücher Türkiye'den Avusturya'ya Göçün 50 Yılı (50 Jahre Migration aus der Türkei nach Österreich, Tatsachenbericht – 2014), Avusturya Alevileri (Österreichs Aleviten, Tatsachenbericht – 2016) und Temize Çekilmez Aşk (Liebe kann nicht neu geschrieben werden, Gedichtband – 2019).
Hüseyin Şimşek organisiert in Österreich Vorträge, Lesungen, Liederabende, Kurse und Sprachworkshops.

## Werke in Türkisch
- Ein viel verzweigter Weg: Metris (Roman) Verlag Belge, 1987 und 2010 – Istanbul.
- Die im Gefängnis Geborenen (Tatsachenbericht) Verlag Belge, 1990 – Istanbul.
- September Code (Roman/Türkisch) Verlag Belge, 1991 – Istanbul; Verlag Ütopya, 2018 – Ankara.
- Die mondlosen Nächte der kolonialisierten Städte (Gedichtband) Alan Verlag, 1991 – Istanbul; Verlag FAM, 2019 – Dersim.
- Feuer Mensch (Tatsachenbericht) Alan Verlag, 1995 – Istanbul.
- Das Mädchen wollte ihre Infrarotfarbe (Roman) Verlag Yön, 1994 – Istanbul; Verlag Ütopya, 2018 – Ankara.
- Eure Gesichter sind wie Wände (Gedichtband) Verlag Tohum, 2001 – Istanbul.
- Was ist das für ein Istanbul (Roman) Verlag Peri-Berceste, 2006 – Istanbul.
- 50 Jahre Migration aus der Türkei nach Österreich (Tatsachenbericht) Verlag Belge, 2014 – Istanbul.
- Alevitischen Bewegung in Europa und ein konkretes Beispiel: Österreich Aleviten (Tatsachenbericht) Verlag Belge, 2016 – Istanbul.
- Liebe kann nicht neu geschrieben werden (Gedichtband) Verlag Ütopya, 2019 – Ankara.

## Werke in Deutsch
- Schreibend stirb man am besten. (Gedichtband) Hallac Medien, Wien 2009.
- Das Mädchen wollte ihre Infrarotfarbe (Roman), EYE Literaturverlag, 2018 – Tirol.
- 50 Jahre Migration aus der Türkei nach Österreich (Tatsachenbericht) LIT Verlag 2017 – Münster-Wien.

## Anthologien in Deutsch
- heim.at (Gedichte) EYE Literaturverlag, 2004 – Tirol.
- Neue Österreichische Lyrik – und kein Wort Deutsch (Gedichte) Haymon Verlag, 2008 – Wien.
- Wir, bewegende Steine (Gedichte) PEN Austria, 2018 – Wien.
- Anima: Lyrik und Prosa (Taschenbuch) Books on Demand, 2018 – Wien.